# Johann Rudolph Ahle
Johann Rudolph Ahle (Mühlhausen, 24 dicembre 1625 – Mühlhausen, 9 luglio 1673) è stato un compositore e organista tedesco, padre del musicista Johann Georg Ahle.
Nato in Turingia, studiò letteratura, teologia e musica inizialmente nella sua città natale poi a Gottinga ed Erfurt.
È noto soprattutto per i molti corali tuttora in uso nella Chiesa luterana e per i chiari lavori teorico-didattici che ci ha lasciato.